# NaturNah
NaturNah ist die wochentägliche Dokumentationsreihe des NDR zu den Themen Tiere und Natur, dort werden deutsche und auch internationale Fernsehproduktionen gezeigt.  

## Ausstrahlung
Von 22. September 1998 bis September 2015 lief die Serie gelegentlich im Bayerischen Fernsehen, 3sat, SF 1, SF2, WDR und anderen dritten Programmen. Die regelmäßige Ausstrahlung startete ab dem 19. November 2010 im NDR.

## Titel einzelner Folgen (Auswahl)
- Hamburgs wilder Hafen
- Wildnis am Ackerrand
- Rügens Wildnis vor der Haustür
- Im Tal der Füchse
- Tierische Einwanderer - Exoten erobern Niedersachsen
- Der Schaalsee: Unbekannte Tiefen in heimischen Gewässern
- Der Eulenmann: Der Tierfotograf Karsten Mosebach[1]